# 세계 박람회

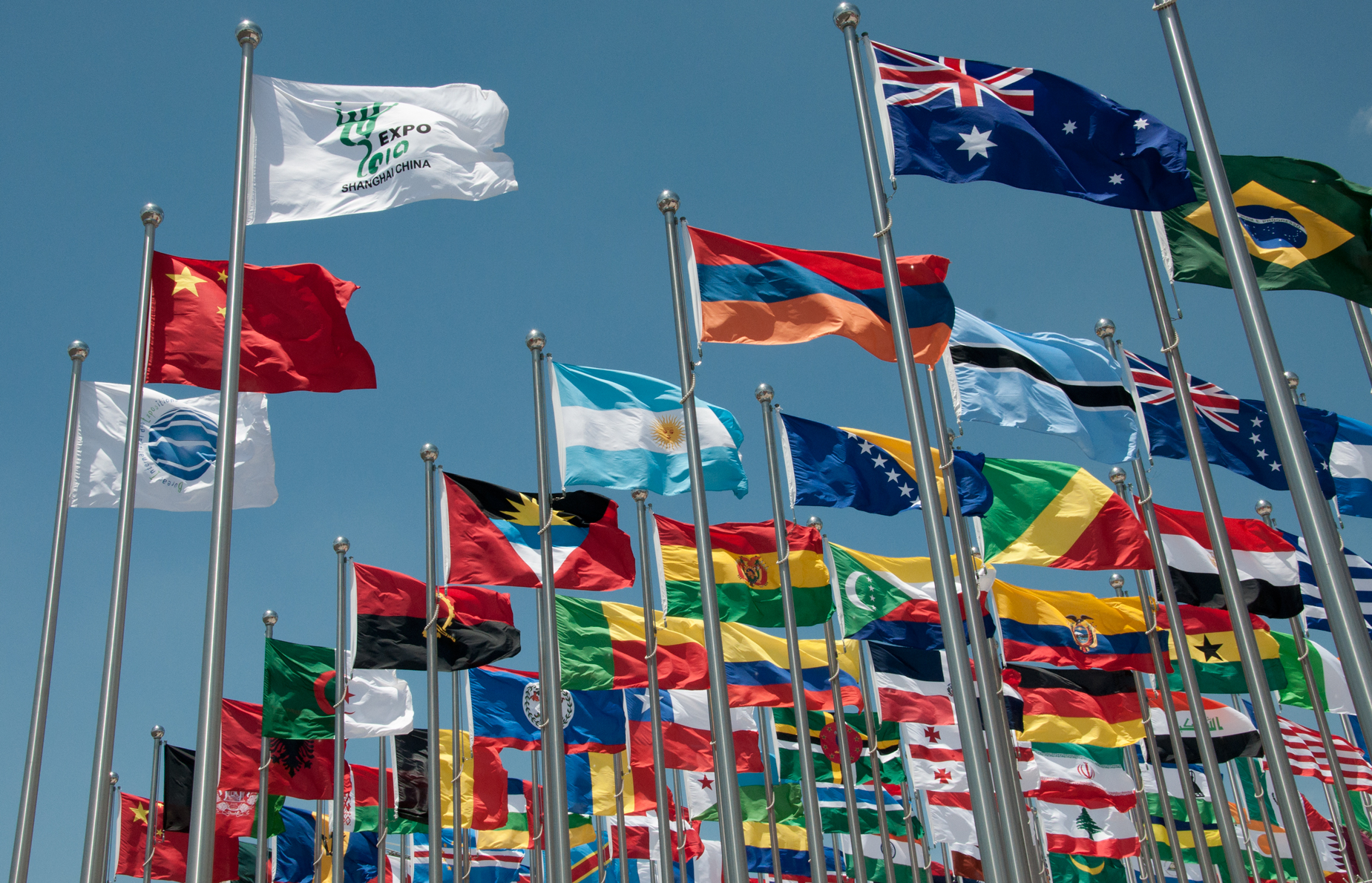
2010년 세계 박람회의 BIE와 참가한 나라 깃발

세계 박람회(世界博覽會, 영어: world's fair) 또는 월드 엑스포(영어: world expo) 혹은 만국박람회(萬國博覽會, 영어: universal exhibition)는 19세기 중반부터 열리고 있는 세계 최대 공공 박람회로 승격에 따라 개최지를 바꾸어 열린다.

## 참가
가장 큰 볼거리는 참가국에서 꾸미는 국가별 전시관으로, 1928년부터 어떤 나라라도 참여할 수 있는데, 2012년 5월 기준으로, 미국, 인도를 제외한 세계 160개 나라에서 참여하고 있다.

## 용어
국제박람회기구(BIE, 프랑스어: Bureau International des Expositions, 영어:  International Exhibitions Bureau)에서 주관하며, 흔히 엑스포(Expo, 영어: exposition의 줄임말), 세계 엑스포(영어: world expo)라고도 한다. 과거에는 만국 박람회(萬國博覽會, Universal Expositions)라고 부르기도 했지만, 더 이상 공식적으로 사용하지 않는 용어다.

## 종류
인간과 관련된 모든 것들에 대해 다루는 등록 박람회(Registered Expositions)와 보다 제한되고 분명한 주제를 가진 인정 박람회(Recognized Expositions)로 나누고 있다.
등록 박람회와 인정 박람회는 모두 국제박람회기구에서 공식적으로 인정하는 세계 박람회이나, 등록 박람회는 보통 6주에서 6개월까지로 개최기간이 길며, 5년 주기로 개최하게 되어 있다. 반면 인정 박람회는 개최 기간이 3주에서 3개월로 상대적으로 짧고, 등록 박람회 주기 사이에 1회 열리게 되며, 개최장은 25 헥타르 이내로 제한된다. 그리고 등록 박람회의 전시관은 참가국에서 부담해 설치하지만, 인정 박람회에서는 주최국이 건축해서 참가국에 무상 임대하는 것이 보통이다.
1970년 오사카 세계 박람회, 2000년 하노버 세계 박람회, 2005년 아이치 세계 박람회, 2010년 상하이 세계 박람회는 등록 박람회이며, 1986년 밴쿠버 세계 박람회, 1993년 대전 세계 박람회, 2012년 여수 세계 박람회는 인정 박람회이다.

## 역사
1851년 영국의 런던 하이드 파크(Hyde Park)내에 건설된 수정궁에서 최초의 세계박람회가 개최된 이후, 수많은 세계박람회들이 개최되었다. 난립된 세계박람회의 규모와 기간을 규제하기 위해 국가간 순회 시스템을 설정하고, 다양한 유형의 박람회를 명확히 규정하여, 전시의 품질을 보증할 필요성에 따라 1928년 파리협약에 근거해 개최도시 및 개최 횟수 등의 규정하는 국제박람회기구(BIE)가 창설되었다.
국제박람회기구 본부는 프랑스 파리에 있으며, 이 기구가 설립된 이후 엑스포는 일반박람회와 전문박람회로 구분되었다. 그러나 1980년대에 들어 세계박람회 개최간격의 문제가 원활하게 조정되지 못하면서 두 세계박람회의 구분이 모호해졌다. 이에 국제박람회기구는 1988년에 세계박람회 개최기간에 관한 개정안을 제출했다. 이 개정안에 의하면, 세계박람회의 성격과 기간, 주최국의 의무사항, 개최규모, 개최횟수에 따라 등록박람회(Registered Exposition)와 인정박람회(Recognized Exposition)로 구분했다.
또한 국제박람회기구에서는 1960년부터 일부 원예박람회도 엑스포로 인정하고 있다.
현재 가장 최근에 개최된 등록박람회는 2015년 밀라노세계박람회이며, 인정박람회는 2017년 아스타나세계박람회로 가장 최근에 개최되었다.
차기 등록박람회는 2020년 두바이세계박람회가 개최될 예정이며, 인정박람회는 2023년 부에노스아이레스세계박람회가 개최될 예정이다.
또한, BIE 인정 원예박람회는 최근 2019년 베이징에서 개최되었으며,차기 원예박람회는 2023년 도하에서 개최될 예정이다. 10년마다 개최되는 플로리아드 엑스포는 2012년 벤로(VENLO)에서 개최되었으며, 차기 플로리아드 엑스포는 2022년 암스테르담에서 개최될 예정이다.

## 역대 세계 박람회
박람회 종류
| 연도   | 개최국                 | 개최지           | 비고 |
| ------ | ---------------------- | ---------------- | --- |
| 1851년 | 영국                   | 런던             | 최초의 세계 박람회, 수정궁에서 개최 |
| 1855년 | 프랑스                 | 파리             | 전세계에 프랑스와인을 쉽게 소개하고자 엄선된 61개의 샤토들을 5개의 등급으로 나뉘어 소개했다. 이때문에 와인과 깊은 연관을 가진 엑스포이기도 하다.                                          |
| 1862년 | 영국                   | 런던             | |
| 1867년 | 프랑스                 | 파리             | |
| 1873년 | 오스트리아-헝가리      | 빈               | |
| 1876년 | 미국                   | 필라델피아       | 유럽 이외 대륙에서 최초 개최, 북미 최초 개최 |
| 1878년 | 프랑스                 | 파리             | |
| 1880년 | 영국령 빅토리아 식민지 | 멜버른           | 남반구,오세아니아 최초 개최 |
| 1888년 | 스페인                 | 바르셀로나       | |
| 1889년 | 프랑스                 | 파리             | 조선 국명으로 최초 참가·에펠탑 건설·신비한 바다의 나디아의 배경 |
| 1893년 | 미국                   | 시카고           | 조선의 만국박람회 첫 참여(국호 : 대한국(大韓國)) |
| 1897년 | 벨기에                 | 브뤼셀           | |
| 1900년 | 프랑스                 | 파리             | 대한제국에서 민영찬을 특파대사로 파견 1900년 하계 올림픽이 부속 대회로 개최 |
| 1904년 | 미국                   | 세인트루이스     | 1904년 하계 올림픽이 부속 대회로 개최 |
| 1905년 | 벨기에                 | 리에주           | |
| 1906년 | 이탈리아 왕국          | 밀라노           | |
| 1910년 | 벨기에                 | 브뤼셀           | |
| 1913년 | 벨기에                 | 겐트             | |
| 1915년 | 미국                   | 샌프란시스코     | |
| 1929년 | 스페인                 | 바르셀로나       | |
| 1933년 | 미국                   | 시카고           | |
| 1935년 | 벨기에                 | 브뤼셀           | |
| 1936년 | 스웨덴                 | 스톡홀름         | |
| 1937년 | 프랑스                 | 파리             | 제2차 세계 대전(독소전쟁)의 리허설 |
| 1938년 | 핀란드                 | 헬싱키           | |
| 1939년 | 벨기에                 | 리에주           | |
| 1939년 | 미국                   | 뉴욕 시          | |
| 1947년 | 프랑스                 | 파리             | |
| 1949년 | 스웨덴                 | 스톡홀름         | |
| 1949년 | 아이티                 | 포르토프랭스     | 개발도상국 최초 개최·중남미 최초 개최 |
| 1949년 | 프랑스                 | 리옹             | |
| 1951년 | 프랑스                 | 릴               | |
| 1953년 | 이스라엘               | 예루살렘         | 아시아 최초 개최·중동 최초 개최 |
| 1953년 | 이탈리아               | 로마             | |
| 1954년 | 이탈리아               | 나폴리           | |
| 1955년 | 이탈리아               | 토리노           | |
| 1955년 | 스웨덴                 | 헬싱보리         | |
| 1956년 | 이스라엘               | 베이트 다곤      | |
| 1957년 | 서독                   | 베를린           | |
| 1958년 | 벨기에                 | 브뤼셀           | |
| 1961년 | 이탈리아               | 토리노           | |
| 1962년 | 미국                   | 시애틀           | 광복이후 대한민국 국명으로 최초 참가 |
| 1965년 | 서독                   | 뮌헨             | |
| 1967년 | 캐나다                 | 몬트리올         | |
| 1968년 | 미국                   | 샌안토니오       | |
| 1970년 | 일본                   | 오사카           | 동아시아 최초 개최·역대 최다 관람객 2위(6,420만 명) |
| 1971년 | 헝가리                 | 부다페스트       | 공산권 최초 개최 |
| 1974년 | 미국                   | 스포캔           | |
| 1975년 | 일본                   | 오키나와         | |
| 1981년 | 불가리아               | 플로브디프       | |
| 1982년 | 미국                   | 녹스빌           | |
| 1984년 | 미국                   | 뉴올리언스       | |
| 1985년 | 일본                   | 쓰쿠바           | |
| 1985년 | 불가리아               | 플로브디프       | |
| 1986년 | 캐나다                 | 밴쿠버           | |
| 1988년 | 오스트레일리아         | 브리즈번         | |
| 1991년 | 불가리아               | 플로브디프       | |
| 1992년 | 이탈리아               | 제노바           | |
| 1992년 | 스페인                 | 세비야           | |
| 1993년 | 대한민국               | 대전             | 대한민국 첫 개최 |
| 1998년 | 포르투갈               | 리스본           | |
| 2000년 | 독일                   | 하노버           | |
| 2005년 | 일본                   | 아이치           | |
| 2008년 | 스페인                 | 사라고사         | |
| 2010년 | 중화인민공화국         | 상하이           | 역대 최다 관람객(7540만 명) |
| 2012년 | 대한민국               | 여수             | 대한민국 두번째 개최 |
| 2015년 | 이탈리아               | 밀라노           | |
| 2017년 | 카자흐스탄             | 아스타나         | 중앙아시아 최초 개최·이슬람권 최초 개최 |
| 2020년 | 아랍에미리트           | 두바이           | 아랍권 최초 개최·역대 최대 규모 엑스포·도시 전체가 엑스포장 원래 2020년 10월부터 2021년 3월까지 열릴 예정이었으나 코로나19 범유행의 여파로 인하여 2021년 10월부터 2022년 3월까지로 연기됨 |
| 2023년 | 아르헨티나             | 부에노스아이레스 | 코로나19 범유행으로 인하여 취소됨 |
| 2025년 | 일본                   | 오사카           | |
| 2027년 | 세르비아               | 베오그라드       | |
| 2030년 | 사우디아라비아         | 리야드           | |
| 2032년 |                        |                  | |
| 2035년 |                        |                  | |

## 역대 원예 박람회
| 연도        | 개최국     | 개최지            | 비고                                    |
| ----------- | ---------- | ----------------- | --------------------------------------- |
| 1960년      | 네덜란드   | 로테르담          |                                         |
| 1963년      | 서독       | 함부르크          |                                         |
| 1964년      | 오스트리아 | 빈                |                                         |
| 1969년      | 프랑스     | 파리              |                                         |
| 1972년      | 네덜란드   | 암스테르담        |                                         |
| 1973년      | 서독       | 함부르크          |                                         |
| 1974년      | 오스트리아 | 빈                |                                         |
| 1980년      | 캐나다     | 몬트리올          |                                         |
| 1982년      | 네덜란드   | 암스테르담        |                                         |
| 1983년      | 서독       | 뮌헨              |                                         |
| 1984년      | 영국       | 리버풀            |                                         |
| 1990년      | 일본       | 오사카            | 원예박람회 역대 최다 관람객 (2313만 명) |
| 1992년      | 네덜란드   | 헤이그            |                                         |
| 1993년      | 독일       | 슈투트가르트      |                                         |
| 1999년      | 중국       | 쿤밍              |                                         |
| 2002년      | 네덜란드   | 하를레메르메이르  |                                         |
| 2003년      | 독일       | 로스토크          |                                         |
| 2006-2007년 | 태국       | 치앙마이          |                                         |
| 2012년      | 네덜란드   | 펜로              |                                         |
| 2016년      | 튀르키예   | 안탈리아          |                                         |
| 2019년      | 중국       | 베이징            | 역대 최대 규모 원예박람회               |
| 2021년      | 카타르     | 도하              |                                         |
| 2022년      | 네덜란드   | 암스테르담·알메러 |                                         |
| 2024년      | 폴란드     | 우치              |                                         |

## 같이 보기
- 스테이트 페어